# Acanthogonatus hualpen
Acanthogonatus hualpen là một loài nhện trong họ Nemesiidae.
Acanthogonatus hualpen được miêu tả năm 1995 bởi Goloboff.